# 속질모세포종
속질모세포종(Medulloblastoma)은 어린이의 일반적인 유형의 원발성 뇌암이다. 두개골의 바닥, 소뇌 또는 후두와(posterior fossa)에서 등과 바닥을 향하는 뇌의 부분에서 시작된다.
뇌는 두 개의 주요 부분으로 나뉘는데, 위쪽에 있는 큰 대뇌와 아래쪽에 있는 작은 소뇌이다. 천막이라는 막으로 분리되어 있다. 따라서 소뇌 또는 천막 아래 주변 영역에서 발생하는 종양을 천막하 신생물이라고 한다.
역사적으로 수모세포종은 원시 신경외배엽 종양(PNET)으로 분류되었지만, 현재 수모세포종은 천막상부 원시 신경외배엽 종양과 구별되며 더 이상 유사한 개체로 간주되지 않는 것으로 알려져 있다.
속질모세포종은 대부분의 뇌종양과 달리 뇌척수액을 통해 퍼지고 뇌와 척수의 표면을 따라 다른 위치로 자주 전이되는 침습적이고 빠르게 성장하는 종양이다. 척수의 기부에 있는 마미까지 전이할 수 있다.(drop metastasis)